# گوشه‌گیر گلوسیاه
گوشه‌گیر گلوسیاه (نام علمی: Phaethornis atrimentalis) نام یک گونه از سرده گوشه‌گیرمرغ‌ها است.